# Rainer Bromme
Rainer Bromme (* 13. Februar 1951 in Frankfurt am Main) war von 1995 bis 2017 Professor für Pädagogische Psychologie am Fachbereich Psychologie und Sportwissenschaften an der Westfälischen Wilhelms-Universität in Münster. Derzeit ist er dort Seniorprofessor.

## Wirken
Brommes Forschungs- und Arbeitsschwerpunkte sind „Kognition und Lehr-, Lernprozesse“. Seine früheren Forschungsarbeiten betreffen die Expertise von Lehrern und das Lernen mit Hypertext. Später ging es in der Forschung um epistemische Überzeugungen, Experten-Laien-Kommunikation (vor allem im Gesundheitsbereich) und um Wissenschaftskommunikation. Bromme ist einer der Projektleiter im Graduiertenkolleg „Vertrauen und Kommunikation in einer digitalen Welt“ an der Universität Münster. Er untersucht, wie sich das Vertrauen in die Wissenschaft im und durch das Internet verändert.
2023 wurde Bromme zum korrespondierenden Mitglied der Bayerischen Akademie der Wissenschaften gewählt.

## Schriften
- Rainer Bromme: Der Lehrer als Experte: Zur Psychologie des professionellen Wissens (= Standardwerke aus Psychologie und Pädagogik – Reprints. Band 7). Waxmann, Münster 2014, ISBN 978-3-8309-3042-6.
- Rainer Bromme, Dorothe Kienhues: Wissenschaftsverständnis und Wissenschaftskommunikation. In: T. Seidel, A. Krapp (Hrsg.): Pädagogische Psychologie. 6. Auflage. Beltz, Weinheim 2014, S. 55–81.
- R. Bromme, R. Jucks: Fragen Sie Ihren Arzt oder Apotheker: Die Psychologie der Experten-Laien-Kommunikation. In: M. Blanz, A. Florack, U. Piontkowski (Hrsg.): Kommunikation. Eine interdisziplinäre Einführung. Kohlhammer, Stuttgart 2014, S. 237–246.
- R. Bromme, M. Prenzel (Hrsg.): Von der Forschung zur evidenzbasierten Entscheidung: Die Darstellung und das öffentliche Verhältnis der empirischen Bildungsforschung. (= Zeitschrift für Erziehungswissenschaft. Sonderheft 27). VS Springer, Wiesbaden 2014, ISBN 978-3-658-05796-1.
- R. Bromme, A. Beelmann: Transfer entails communication: The Public understanding of (social) science as a stage and a play for implementing evidence based prevention knowledge and programs. In: Prevention Science. 2016. doi:10.1007/s11121-016-0686-8
- R. Bromme, N. Mede, E. Thomm, B. Kremer, R. Ziegler: An anchor in troubled times: Trust in science before and within theCOVID-19 pandemic. In: PLoS ONE. 17/(2), 2022, Artikel e0262823. doi:10.1371/journal.pone.0262823